# خوله بنت جعفر
خوله بنت جعفر همسر علی بن ابی طالب و مادر محمد بن حنفیه است. حنفیه خوله از نام قبیله و تیره او یعنی بنی حنیفیه اقتباس شده‌است. بنابر گزارش‌هایی او در دوران ابوبکر با جرم ارتداد اسیر شد و پس از گفتگویی در این خصوص با خلیفه، از جانب علی بن ابی طالب آزاد شد و در نهایت با او ازدواج کرد. پس از ازدواج با علی، از او صاحب فرزندی به نام محمد شد که به محمد حنفیه شهره گردید. در خصوص کنیز بودن یا همسر علی بودن وی گزارش‌های متعددی در منابع گزارش شده‌است.
خوله الحنفیه زنی از اوایل دوره اسلامی بود که به دلیل چالش‌هایش در برابر برخی از سیاست‌ها و اقدامات خلیفه عثمان، یکی از رهبران اولیه جامعه مسلمانان، شهرت داشت. بنابر برخی منابع، خوله از بستگان عثمان و مشاور مورد اعتماد او بوده‌است، اما از حکومت او ناامید شد و آشکارا علیه او سخن گفت.
یکی از موضوعات کلیدی که خوله در مورد آن صحبت کرد، رویکرد عثمان در تعیین فرمانداران و مقامات در مناطق مختلف جهان اسلام بود. بر اساس برخی روایات، عثمان بستگان و یاران خود را برای این مناصب ترجیح می‌داد، حتی اگر واجد شرایط و شایستگی نبودند. خوله از این خویشاوندی انتقاد کرد و استدلال کرد که این امر به جامعه آسیب می‌زند و انصاف و عدالتی را که اسلام لازم است تضعیف می‌کند.
چالش‌های خوله با عثمان ظاهراً او را به دردسر انداخت و بنا بر گزارش‌ها، در نتیجه او زندانی و شکنجه شد. با این حال، او همچنان علیه آنچه به عنوان سیاست‌ها و اقدامات ناعادلانه عثمان می‌دانست، سخن گفت. داستان او به نماد مقاومت در برابر استبداد و فساد در تاریخ اسلام تبدیل شده‌است و اغلب از او به عنوان نمونه ای از اهمیت گفتن حقیقت با قدرت، حتی در شرایط سخت یاد می‌شود.

## تبار
پدرش را جعفر بن قیس بن مسلمة بن عبید بن ثَعلبة بن یَربوع بن ثعلبة بن دُئل بن حَنفیة بن لُجَیم بن صَعب بن علی بن بکر بن وائل بن قاسط بن هِنب بن اقصی بن دُعمی بن جَدیلة بن اَسَد بن رَبیعة بن نِزار بن مَعَد گزارش کرده‌اند و مادرش را اسماء دختر عمرو بن اَرقم بن عبید بن ثعلبة، از بنی حنفیه دانسته‌اند.

## اسارت
در منابع قدیمی شیعه، مادر او زنی از قبیلهٔ حنفیه معرفی شده‌است که در جنگ با ابوبکر به اتهام ارتداد بعد از مرگ پیامبر اسلام، اسیر شده بود. در این منابع، اتهام ارتداد، سیاستی برای تخریب و برخورد با طوایف هوادار جانشینی اهل‌بیت، شمرده شده که علی را وادار به دفاع از حقوق ایشان نموده‌است چنان‌که اسباب آزادی این زن را فراهم آورده، با او به عنوان زن آزاد (نه کنیز) ازدواج می‌کند.